# Motor Presse Stuttgart

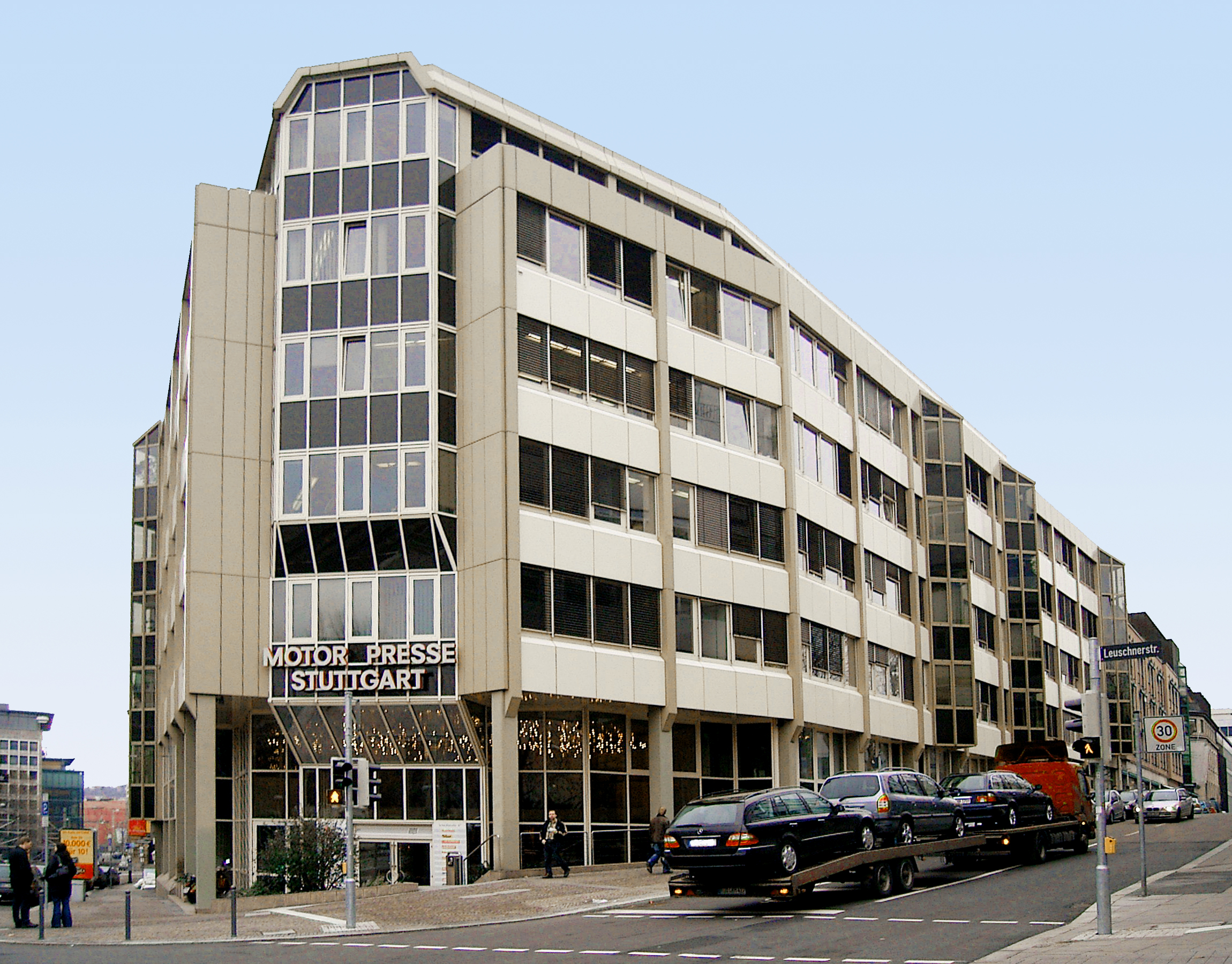
MPS-Redaktionsgebäude in Stuttgart-Mitte

Die Motor Presse Stuttgart GmbH & Co. KG ist ein Medienunternehmen, das sich auf Spezialzeitschriften aus dem Automobil- und Freizeitsektor konzentriert.
Die drei bekanntesten Publikationen sind die Zeitschriften auto motor und sport (Automobil), Motorrad (Zweiräder) und Men’s Health (Lifestyle).

## Verlag
Der Verlag ist als Special-Interest-Publisher im internationalen Mediengeschäft und mit Lizenzausgaben und Syndikationen in 20 Ländern rund um die Welt verlegerisch aktiv.
Publiziert werden im In- und Ausland rund 80 Zeitschriften, hauptsächlich aus dem Automobil- und Freizeitsektor. 
Im Jahr 2017 beschäftigte das Unternehmen rund 800 Mitarbeiter und erwirtschaftete einen Umsatz von rund 193 Millionen Euro.
Zum 1. Januar 2005 übernahm Gruner + Jahr die Mehrheit der Anteile am Unternehmen. 2019 übernahmen Paul Pietschs Nachkommen Peter-Paul Pietsch und Patricia Scholten die Anteile von Gruner + Jahr und halten seitdem 85 Prozent der Anteile am Unternehmen. Die weiteren 15 Prozent werden von Hermann Dietrich-Troeltsch gehalten. Die neuen Inhaber setzten im September 2019 Andreas Geiger und Jörg Mannsperger als Geschäftsführer ein. Seit April 2024 ist Kay Labinsky der Geschäftsleiter der Motor Presse Stuttgart GmbH.

## Geschichte
Das Unternehmen wurde 1946 von Paul Pietsch, Ernst Troeltsch und Josef Hummel in Freiburg gegründet. Unter dem Namen „Motorsport GmbH“ sollte die Firma den Rennsport der Gründer finanzieren. Die erste Zeitschrift in diesem Verlag war Das Auto. 1949 wurde die Motorsport GmbH in Motor-Presse Verlag umbenannt, ein Jahr später zog sie nach Stuttgart. Dort gab sie etwa das Magazin Motor Revue, dessen Chefredakteur lange Jahre Günther Molter (* 1920, ab 1973 Pressechef der Daimler-Benz AG) war, heraus. Fast alle Zeitschriften der Motor Presse Stuttgart sind durch Zukäufe in den Verlag gekommen.
Im Jahr 2001 gab der Verlag zu, Auflagenzahlen gefälscht zu haben: Die Zahlen von 16 Titeln im dritten und vierten Quartal 2000 sowie im ersten Quartal 2001 waren bis 10 Prozent zu hoch angegeben. In der Folge trat der Verlagschef zurück. Nach Angaben des Zentralverbandes der Werbewirtschaft (ZAW), dem die Informationsgemeinschaft zur Feststellung der Verbreitung von Werbeträgern (IVW) untersteht, seien „mit erheblicher Energie Daten und Unterlagen manipuliert worden“. Laut IVW waren bis dahin derartige Manipulationen noch nie vorgekommen. Die IVW nahm den Verlag zum vierten Quartal 2002 wieder auf, nachdem Motor Presse ausgetreten war, um dem drohenden Ausschluss zuvorzukommen. Die IVW veröffentlichte darauf die korrekten Motor-Presse-Zahlen.
Im August 2008 verkaufte die Motor Presse Stuttgart den Geschäftsbereich Consumer Electronics & Telekommunikation an die Weka Group. Zu den verkauften Zeitschriften gehören die Titel Connect, Audio, video, stereoplay, autohifi und Color Foto.

## Beteiligungen der Verlagsgruppe in Deutschland
Beteiligungen der Verlagsgruppe in Deutschland:
- EuroTransportMedia Verlags- und Veranstaltungs GmbH
- Motor Presse Hamburg GmbH & Co. KG
- Vogel Motor-Presse Procurement GmbH
- Motor Presse TV GmbH
- webauto.de GmbH
- Verkehrssicherheitszentrum am Sachsenring GmbH & Co. KG
- auto motor und sport Fahrssicherheitszentrum am Nürburgring GmbH & Co. KG
- publimind GmbH

## Beteiligungen der Verlagsgruppe im Ausland
Beteiligungen der Verlagsgruppe im Ausland:
- 1000PS Internet GmbH, Österreich

## Publikationen der Motor Presse Stuttgart

### Automobil
- auto motor und sport (Auflage ca. 315.008 Exemplare / Erscheinungsweise: 14-täglich)
- AutoStraßenverkehr (Auflage ca. 84.496 Exemplare / Erscheinungsweise: 14-täglich)
- autokauf (Auflage 60.000 Druckauflage / Erscheinungsweise: 4× jährlich)
- mot (Erscheinungsweise 14-täglich/monatlich, eingestellt 2006)
- Motor Klassik (Auflage ca. 47.651 Exemplare / Erscheinungsweise: monatlich)
- YOUNGTIMER (Auflage ca. 25.084 Exemplare / Erscheinungsweise: 8× jährlich)
- Motorsport aktuell (Auflage ca. 36.471 Exemplare / Erscheinungsweise: wöchentlich)
- sport auto (Auflage ca. 31.796 Exemplare / Erscheinungsweise: monatlich)
- Auto Katalog (Auflage: 137.000 Exemplare / Erscheinungsweise: seit 1957 jährlich, bis 1974 als „Die Auto-Modelle“, eingestellt 2014,[13] seit 2015 wieder erhältlich)
- moove (Erscheinungsweise: 4× jährlich, erhältlich seit März 2018)

### Motorrad
- mopped (Die etwas andere Motorrad-Zeitschrift) (im Oktober 2008 in 2Räder integriert)
- Motorrad (Auflage ca. 74.407 Exemplare / Erscheinungsweise: 14-täglich)
- Motorrad Classic (Auflage ca. 17.733 Exemplare / Erscheinungsweise: zweimonatlich)
- PS – Das Sport-Motorrad Magazin (Auflage ca. 19.024 Exemplare / Erscheinungsweise: monatlich)
- FUEL – Motorrad & Leidenschaft (Erscheinungsweise: 4× jährlich)

### Luftfahrt
- aerokurier (Auflage ca. 11.608 Exemplare / Erscheinungsweise: monatlich)
- Flug Revue (Auflage ca. 22.622 Exemplare / Erscheinungsweise: monatlich)
- Klassiker der Luftfahrt (Erscheinungsweise: 8× jährlich)

### Transportwesen
- Fernfahrer (Auflage ca. 23.619 Exemplare / Erscheinungsweise: monatlich)
- firmenauto (Auflage ca. 29.597 Exemplare / Erscheinungsweise: monatlich)
- lastauto omnibus (Auflage ca. 11.121 Exemplare / Erscheinungsweise: monatlich)
- trans aktuell (Auflage ca. 48.220 Exemplare / Erscheinungsweise: 14-täglich)

### Aktive Freizeit
- Caravaning (Auflage ca. 25.649 Exemplare / Erscheinungsweise: monatlich)
- promobil (Auflage ca. 74.712 Exemplare / Erscheinungsweise: monatlich)
- Clever Campen (Erscheinungsweise: 4× jährlich)

### Lifestyle und Fitness
- Men’s Health (Auflage ca. 98.740 Exemplare / Erscheinungsweise: monatlich)
- Soul Sister
- Women’s Health (Auflage ca. 81.482 Exemplare / Erscheinungsweise: monatlich)

### Sport und Freizeit
- klettern (Erscheinungsweise: 8× jährlich)
- Cavallo (Auflage ca. 24.058 Exemplare / Erscheinungsweise: monatlich)
- Kanumagazin (erscheint seit Januar 2010 im Atlas Verlag, München)
- Mountainbike (Auflage ca. 38.436 Exemplare / Erscheinungsweise: monatlich)
- Roadbike (Auflage ca. 23.225 Exemplare / Erscheinungsweise: monatlich)
- Outdoor (Auflage ca. 32.895 Exemplare / Erscheinungsweise: monatlich)
- Runner’s World (Auflage ca. 28.342 Exemplare / Erscheinungsweise: monatlich)

Die Auflagenzahlen beziehen sich auf verbreitete Auflage. Stand: 2. Quartal 2023.
Parallel legt der Verlag einige Online-Portale auf, die analog zu hauseigenen Zeitschriften Nachrichten und Informationen zum jeweiligen Thema kostenlos zur Verfügung stellen.
Zum 1. Juli 2022 hat der Verlag das Digitalunternehmen Upfit übernommen, das hauptsächlich individualisierte Ernährungspläne erstellt und online vertreibt.